# 国务院反对拐卖妇女儿童行动工作部际联席会议
国务院反对拐卖妇女儿童行动工作部际联席会议是中华人民共和国国务院的议事协调机构。

## 历史
2007年12月13日《国务院办公厅关于印发<中国反对拐卖妇女儿童行动计划（2008—2012年）>的通知》（国办发[2007]69号），为有效预防、严厉打击拐卖妇女儿童犯罪活动，积极救助、妥善安置被解救妇女儿童，切实维护妇女儿童合法权益，遵照我国政府签署的联合国《儿童权利公约》、《消除对妇女一切形式歧视公约》、《打击跨国有组织犯罪公约》、《禁止和立即行动消除最恶劣形式的童工劳动公约》等有关文件，依据《中华人民共和国宪法》、《中华人民共和国刑法》、《中华人民共和国妇女权益保障法》、《中华人民共和国未成年人保护法》等法律，制定《中国反对拐卖妇女儿童行动计划(2008—2012年)》，建立反对拐卖妇女儿童行动工作部际联席会议制度。主要职能： 

（1）组织制定、实施、监督、评估《行动计划》，组织和协调跨地区、跨部门、跨机构、跨国界的反拐工作。

（2）协调和推动政府有关部门的反拐工作。

（3）指导和督促各省、自治区、直辖市的反拐工作。

（4）协调和推动反拐国际合作。

（5）组织各地区、各有关部门总结和交流反拐工作经验及相关成果。

公安部为牵头单位。联席会议召集人由公安部负责同志担任，联席会议成员为有关部门和单位负责同志。联席会议办公室设在公安部刑事侦查局，承担联席会议日常工作。办公室主任由刑事侦查局局长兼任，各成员单位指定一名联络员为办公室成员。各地区特别是拐卖妇女儿童犯罪活动重点地区要根据各自实际建立相应的反拐工作机制。

2013年3月2日《国务院办公厅关于印发<中国反对拐卖人口行动计划（2013—2020年）>的通知》(国办发〔2013〕19号)，改称“国务院反拐部际联席会议”。　　　　　　　　　　　　　　　　　　　　　　　　　　　　　  　 

## 成员单位
公安部、中央宣传部、中央综治办、全国人大常委会法工委、外交部、发展改革委、教育部、民政部、司法部、财政部、人事部、劳动保障部、铁道部、交通部、农业部、商务部、文化部、卫生部、人口计生委、工商总局、民航总局、广电总局、法制办、妇儿工委办公室、扶贫办、全国总工会、共青团中央、全国妇联